# Bactrocera latissima
Bactrocera latissima
 es una especie de díptero que Drew describió por primera vez en 1989. Bactrocera latissima pertenece al género Bactrocera de la familia Tephritidae. 